# 8399 Wakamatsu
8399 Wakamatsu (1994 AD) là một tiểu hành tinh vành đai chính được phát hiện ngày 2 tháng 1 năm 1994 bởi T. Kobayashi ở Oizumi.